# Чешаљ (Вишеград)
Чешаљ је насељено мјесто у општини Вишеград, Република Српска, БиХ. Према попису становништва из 1991. у насељу је живјело 50 становника.

## Географија
Налази се око пет километара сјевероисточно од Вишеграда. Километар од центра села налази се познато љечилиште „Вилина Влас“.

## Историја
Чешаљ се први пут спомиње у 17. вијеку као дом локалних чешљугара. Претпоставља се да га у 19. вијеку населили Вуковићи који су дошли из Херцеговине.

## Становништво
Према попису становништва из 1991. године, мјесто је имало 50 становника.
| Националност | 1991.     |
| Срби         | 50 (100%) |
| Укупно       | 50        |

| Демографија | Демографија | Демографија |
| Година      | Становника  | Становника  |
| ----------- | ----------- | ----------- |
| 1961.       | 67          |             |
| 1971.       | 70          |             |
| 1981.       | 52          |             |
| 1991.       | 50          |             |